# 허준호 (축구 선수)
허준호(1994년 8월 18일~)은 대한민국의 축구 선수다. 현재 태국 람팡 FC 소속이다.